# Gmina Godów
Gmina Godów je vesnická obec v okrese Wodzisław ve Slezském vojvodství.
V letech 1975–1998 byla součástí Katovického vojvodství. Gmina patří do Euroregionu Těšínského Slezska, mimo jiné se nachází v historickém území Těšínského Slezska.
Podle statistických údajů z roku 2015 v obci žilo 13 528 obyvatel.

## Povrch
Gmina se rozkládá na Slezské vysočině v jižní části Slezského vojvodství v Rybnické pahorkatině. Terén je kopcovitý, kterým protékají čtyři řeky: Olše, Leśnica, Szotkówka a Petrůvka.
Podle statistických údajů z roku 2008 byla rozloha 38,05 km2: z toho tvoří (údaje v závorce k roku 2016)
- zemědělská půda 69 % (2676 ha tj. 70,3 %)
- lesy a lesní porost: 8 % (453 ha tj. 11,9 %)

Obec zaujímá 13 % povrchu okresu Wodzisław.

## Počet obyvatel
Údaje jsou z roku 2004, 2008, 2011, 2020, 2022
|                               | celkem | celkem | ženy  | ženy  | muži  | muži  |
| rok                           | osob   | %      | osob  | %     | osob  | %     |
| ----------------------------- | ------ | ------ | ----- | ----- | ----- | ----- |
| 2004                          | 12 395 | 100    | 6345  | 51,2  | 6050  | 48,8  |
| hustota počet obyvatel na km2 | 325    | 325    | 166,5 | 166,5 | 158,8 | 158,8 |
| 2007                          | 12 566 | 100    | 6413  | 51,0  | 6153  | 49,0  |
| 2011                          | 13 220 | 100    | 6723  | 50,9  | 6497  | 49,9  |
| 2013                          | 13 429 | 100    | 6839  | 50,9  | 6590  | 49,9  |
| 2015                          | 13 528 | 100    | 6903  | 51,0  | 6625  | 49,0  |
| 2020                          | 13 845 |        | 7094  | 51,2  | 6791  | 48,8  |
| 2022                          | 13 692 |        | 7001  |       | 6691  |       |

## Součásti obce
Součástí obce jsou starostenské vesnice: Godów, Gołkowice, Krostoszowice, Łaziska, Skrzyszów, Skrbeńsko, Podbucze.

## Sousední gminy
Gmina sousedí s gminou
- Gorzyce – na západě
- Jastrzębie-Zdrój – na východě
- Mszana – na severu
- Wodzisław Śląski – na severu
- na jihu celou jeho hranicí tvoří státní hranice s Českou republikou v úseku Dolní Lutyně – Petrovice u Karviné.

## Partnerské obce
- Petrovice u Karviné
- Dolní Lutyně[7]

## Transport
Územím gminy vedla železnice číslo 159, která spojovala Jastrzębie-Zdrój s Wodzisław Śląski, osobní doprava byla zrušena v letech 1997 až 2005.
Gminou prochází dálnice A1, která v obci Gorzczyki navazuje na úsek české dálnice D1 v Bohumíně.
Státní silnice 78 státní hranice ČR – Chałupki – Wodzisław Śląski – Rybnik – Gliwice – Tarnowskie Góry – Zawiercie – Szczekociny – Jędrzejów – Chmielnik.

## Známé osobnosti
- Marian Dziędziel – herec
- Zbigniew Wodecki – zpěvák, skladatel a propagátor hudby v televizi
- Franciszek Pieczka – herec